# Rally del Portogallo 2001
Il Rally del Portogallo 2001, ufficialmente denominato 35º TAP Rallye de Portugal, è stata la terza prova del campionato del mondo rally 2001 nonché la trentacinquesima edizione del Rally del Portogallo e la ventisettesima con valenza mondiale.

## Riepilogo
La manifestazione si è svolta dal 9 all'11 febbraio sugli sterrati che attraversano le alture della Região Norte (nella prima e nella terza giornata) e della Região Centro (nella seconda frazione) con base a Santa Maria da Feira, città situata 20 km a sud di Porto.
L'evento è stato vinto dal finlandese Tommi Mäkinen, navigato dal connazionale Risto Mannisenmäki, al volante di una Mitsubishi Lancer Evo 6.5 della squadra Marlboro Mitsubishi Ralliart, davanti alla coppia spagnola formata da Carlos Sainz e Luis Moya su Ford Focus RS WRC 01 della scuderia Ford Motor Co. Ltd., e all'altro equipaggio finlandese composto da Marcus Grönholm e Timo Rautiainen, alla guida di una Peugeot 206 WRC (2000) del team Peugeot Total.
I portoghesi Pedro Dias da Silva e Mário Castro, su Mitsubishi Lancer Evo 6.5, hanno invece conquistato la vittoria nella Coppa FIA piloti gruppo N, mentre l'equipaggio finlandese formato da Pasi Hagström e Tero Gardemeister si sono aggiudicati la classifica della Coppa FIA squadre, alla guida di una Toyota Corolla WRC della scuderia Toyota Castrol Finland.

## Dati della prova
| Denominazione ufficiale             | TAP Rallye de Portugal |
| Edizione N°                         | 35 |
| Tappa N°                            | 3 di 14 |
| Data manifestazione                 | da giovedì 08/03/2001 a domenica 11/03/2001 |
| Sede ospitante                      | Santa Maria da Feira (distretto di Aveiro, Região Norte, Portogallo) |
| Sedi del parco assistenza           | Prima frazione: Santa Maria da Feira e Celorico de Basto (distretto di Braga, Região Norte). Seconda frazione: Tábua (distretto di Coimbra, Região Centro). Terza frazione: Ponte de Lima (distretto di Viana do Castelo, Região Norte). |
| Superficie                          | Terra |
| Iscritti                            | 97 |
| Partiti                             | 94 |
| Arrivati                            | 24 (25,5%) |
| Prove speciali previste             | 22 |
| Prove speciali disputate            | 18 (4 cancellate) |
| Prova più breve                     | 3,20 km (PS1: Baltar Super Special) |
| Prova più lunga                     | 26,68 km (PS4 e PS7: Vieira - Cabeceiras) |
| Prova più lenta                     | velocità media di 50,77 km/h (PS1: Baltar Super Special) |
| Prova più veloce                    | velocità media di 94,67 km/h (PS13: Gois 1) |
| Lunghezza prevista prove speciali   | 390,72 km |
| Lunghezza effettiva prove speciali  | 301,47 km (18,6% della distanza totale effettiva - cancellati 89,25 km) |
| Lunghezza complessiva trasferimenti | 1314,49 km |
| Distanza totale effettiva           | 1615,96 km |
| Media oraria del vincitore          | velocità media di 79,8 km/h (301,47 km in 3h46'42"1) |

## Itinerario
| Frazione   | Data   | Prova  | Ora    | Nome                                     | Partenza                                 | Arrivo                                   | Lunghezza | Totale    |
| ---------- | ------ | ------ | ------ | ---------------------------------------- | ---------------------------------------- | ---------------------------------------- | --------- | --------- |
| Frazione 1 | 8 mar  | PS1    | 18:30  | Baltar Super Special                     | Paredes                                  | Paredes                                  | 3,20 km   | 155,47 km |
| Frazione 1 | 8 mar  |        | 20:00  | Assistenza – Santa Maria da Feira (45 m) | Assistenza – Santa Maria da Feira (45 m) | Assistenza – Santa Maria da Feira (45 m) | –         | 155,47 km |
| Frazione 1 | 9 mar  |        | 08:05  | Assistenza – Celorico de Basto (10 m)    | Assistenza – Celorico de Basto (10 m)    | Assistenza – Celorico de Basto (10 m)    | –         | 155,47 km |
| Frazione 1 | 9 mar  | PS2    | 08:38  | Vizo 1                                   | Celorico de Basto                        | Celorico de Basto                        | 11,84 km  | 155,47 km |
| Frazione 1 | 9 mar  | PS3    | 08:59  | Fafe - Lameirinha 1                      | Fafe                                     | Fafe                                     | 15,15 km  | 155,47 km |
| Frazione 1 | 9 mar  | PS4    | 09:56  | Vieira - Cabeceiras 1                    | Vieira do Minho                          | Cabeceiras de Basto                      | 26,68 km  | 155,47 km |
| Frazione 1 | 9 mar  |        | 11:10  | Assistenza – Celorico de Basto (20 m)    | Assistenza – Celorico de Basto (20 m)    | Assistenza – Celorico de Basto (20 m)    | –         | 155,47 km |
| Frazione 1 | 9 mar  | PS5    | 11:55  | Vizo 2                                   | Celorico de Basto                        | Celorico de Basto                        | 11,84 km  | 155,47 km |
| Frazione 1 | 9 mar  | PS6    | 12:16  | Fafe - Lameirinha 2                      | Fafe                                     | Fafe                                     | 15,15 km  | 155,47 km |
| Frazione 1 | 9 mar  | PS7    | 13:13  | Vieira - Cabeceiras 2                    | Vieira do Minho                          | Cabeceiras de Basto                      | 26,68 km  | 155,47 km |
| Frazione 1 | 9 mar  |        | 14:15  | Assistenza – Celorico de Basto (20 m)    | Assistenza – Celorico de Basto (20 m)    | Assistenza – Celorico de Basto (20 m)    | –         | 155,47 km |
| Frazione 1 | 9 mar  | PS8    | 15:31  | Amarante                                 | Amarante                                 | Mondim de Basto                          | 18,44 km  | 155,47 km |
| Frazione 1 | 9 mar  | PS9    | 16:01  | Mondim de Basto                          | Mondim de Basto                          | Mondim de Basto                          | 22,70 km  | 155,47 km |
| Frazione 1 | 9 mar  |        | 16:40  | Assistenza – Celorico de Basto (20 m)    | Assistenza – Celorico de Basto (20 m)    | Assistenza – Celorico de Basto (20 m)    | –         | 155,47 km |
| Frazione 1 | 9 mar  | PS10   | 18:38  | Lousada Super Special                    | Lousada                                  | Lousada                                  | 3,79 km   | 155,47 km |
|            |        |        |        |                                          |                                          |                                          |           |           |
| Frazione 2 | 10 mar |        | 08:00  | Assistenza – Tábua (10 m)                | Assistenza – Tábua (10 m)                | Assistenza – Tábua (10 m)                | –         | 177,35 km |
| Frazione 2 | 10 mar | PS11   | 08:25  | Oliveira de Hospital 1                   | Oliveira do Hospital                     | Arganil                                  | 24,78 km  | 177,35 km |
| Frazione 2 | 10 mar | PS12   | 09:28  | Arganil 1                                | Arganil                                  | Arganil                                  | 14,27 km  | 177,35 km |
| Frazione 2 | 10 mar | PS13   | 09:56  | Gois 1                                   | Arganil                                  | Góis                                     | 19,62 km  | 177,35 km |
| Frazione 2 | 10 mar |        | 11:50  | Assistenza – Tábua (20 m)                | Assistenza – Tábua (20 m)                | Assistenza – Tábua (20 m)                | –         | 177,35 km |
| Frazione 2 | 10 mar | PS14   | 12:55  | Oliveira de Hospital 2                   | Oliveira do Hospital                     | Arganil                                  | 24,78 km  | 177,35 km |
| Frazione 2 | 10 mar | PS15   | 13:58  | Arganil 2                                | Arganil                                  | Arganil                                  | 14,27 km  | 177,35 km |
| Frazione 2 | 10 mar | PS16   | 14:26  | Gois 2                                   | Arganil                                  | Góis                                     | 19,62 km  | 177,35 km |
| Frazione 2 | 10 mar |        | 15:40  | Assistenza – Tábua (20 m)                | Assistenza – Tábua (20 m)                | Assistenza – Tábua (20 m)                | –         | 177,35 km |
| Frazione 2 | 10 mar | PS17   | 15:45  | Tábua                                    | Tábua                                    | Tábua                                    | 14,71 km  | 177,35 km |
| Frazione 2 | 10 mar | PS18   | 16:40  | Mortágua                                 | Mortágua                                 | Mortágua                                 | 21,37 km  | 177,35 km |
| Frazione 2 | 10 mar | PS19   | 17:15  | Aguieira                                 | Mortágua                                 | Mortágua                                 | 23,93 km  | 177,35 km |
| Frazione 2 | 10 mar |        | 18:40  | Assistenza – Tábua (45 m)                | Assistenza – Tábua (45 m)                | Assistenza – Tábua (45 m)                | –         | 177,35 km |
|            |        |        |        |                                          |                                          |                                          |           |           |
| Frazione 3 | 11 mar |        | 08:05  | Assistenza – Ponte de Lima (10 m)        | Assistenza – Ponte de Lima (10 m)        | Assistenza – Ponte de Lima (10 m)        | –         | 57,90 km  |
| Frazione 3 | 11 mar | PS20   | 08:30  | Ponte de Lima - Este                     | Ponte de Lima                            | Paredes de Coura                         | 23,49 km  | 57,90 km  |
| Frazione 3 | 11 mar | PS21   | 09:06  | Ponte de Lima - Oeste                    | Ponte de Lima                            | Viana do Castelo                         | 23,26 km  | 57,90 km  |
| Frazione 3 | 11 mar | PS22   | 10:10  | Ponte de Lima - Sul                      | Ponte de Lima                            | Ponte de Lima                            | 11,15 km  | 57,90 km  |
| Frazione 3 | 11 mar |        | 10:50  | Assistenza – Ponte de Lima (20 m)        | Assistenza – Ponte de Lima (20 m)        | Assistenza – Ponte de Lima (20 m)        | –         | 57,90 km  |
| Totale     | Totale | Totale | Totale | Totale                                   | Totale                                   | Totale                                   | Totale    | 390,72 km |

## Risultati

### Classifica
| Pos.                      | Nº       | Pilota                | Copilota           | Auto                      | Squadra                      | Classe/Validità | Tempo     | Distacco | Punti    |
| Generale                  | Generale | Generale              | Generale           | Generale                  | Generale                     | Generale        | Generale  | Generale | Generale |
| ------------------------- | -------- | --------------------- | ------------------ | ------------------------- | ---------------------------- | --------------- | --------- | -------- | -------- |
| 1.                        | 7        | Tommi Mäkinen         | Risto Mannisenmäki | Mitsubishi Lancer Evo 6.5 | Marlboro Mitsubishi Ralliart | WRC             | 3h46'42"1 | –        | 10       |
| 2.                        | 3        | Carlos Sainz          | Luis Moya          | Ford Focus RS WRC 01      | Ford Motor Co. Ltd.          | WRC             | 3h46'50"7 | +8"6     | 6        |
| 3.                        | 1        | Marcus Grönholm       | Timo Rautiainen    | Peugeot 206 WRC (2000)    | Peugeot Total                | WRC             | 3h49'37"7 | +2'55"6  | 4        |
| 4.                        | 5        | Richard Burns         | Robert Reid        | Subaru Impreza WRC2001    | Subaru World Rally Team      | WRC             | 3h50'06"4 | +3'24"3  | 3        |
| 5.                        | 17       | François Delecour     | Daniel Grataloup   | Ford Focus RS WRC 01      | Ford Motor Co. Ltd.          | WRC             | 3h56'48"9 | +10'06"8 | 2        |
| 6.                        | 10       | Alister McRae         | David Senior       | Hyundai Accent WRC2       | Hyundai Castrol WRT          | WRC             | 3h58'50"5 | +12'08"4 | 1        |
| 7.                        | 9        | Kenneth Eriksson      | Staffan Parmander  | Hyundai Accent WRC2       | Hyundai Castrol WRT          | WRC             | 4h00'14"6 | +13'32"5 | -        |
| 8.                        | 2        | Didier Auriol         | Denis Giraudet     | Peugeot 206 WRC (2000)    | Peugeot Total                | WRC             | 4h02'50"7 | +16'08"6 | -        |
| 9.                        | 25       | Tapio Laukkanen       | Kaj Lindström      | Toyota Corolla WRC        | -                            | WRC             | 4h03'18"0 | +16'35"9 | -        |
| 10.                       | 27       | Pasi Hagström         | Tero Gardemeister  | Toyota Corolla WRC        | Toyota Castrol Finland       | WRC / TC        | 4h06'14"6 | +19'32"5 | -        |
| Coppa FIA piloti gruppo N |          |                       |                    |                           |                              |                 |           |          |          |
| 1. (14.)                  | 67       | Pedro Dias da Silva   | Mário Castro       | Mitsubishi Lancer Evo 6.5 | -                            | N4 / Gr. N      | 4h31'14"7 | –        | 10       |
| 2. (17.)                  | 60       | Vítor Pascoal         | Duarte Costa       | Mitsubishi Lancer Evo VI  | -                            | N4 / Gr. N      | 4h46'15"1 | +15'00"4 | 6        |
| 3. (18.)                  | 61       | Pedro Leal            | Redwan Cassamo     | Mitsubishi Lancer Evo VI  | Creditus/BPN Rent            | N4 / Gr. N      | 4h47'41"9 | +16'27"2 | 4        |
| 4. (19.)                  | 48       | Mirco Baldacci        | Maurizio Barone    | Mitsubishi Lancer Evo VI  | -                            | N4 / Gr. N      | 4h47'56"9 | +16'42"2 | 3        |
| 5. (21.)                  | 68       | Rodrigo Ferreira      | Luís Silva         | Mitsubishi Lancer Evo VI  | -                            | N4 / Gr. N      | 5h12'28"2 | +41'13"5 | 2        |
| 6. (22.)                  | 73       | Paweł Dytko           | Tomasz Dytko       | Mitsubishi Lancer Evo VI  | -                            | N4 / Gr. N      | 5h12'36"6 | +44'21"9 | 1        |
| Coppa FIA squadre         |          |                       |                    |                           |                              |                 |           |          |          |
| 1. (10.)                  | 27       | Pasi Hagström         | Tero Gardemeister  | Toyota Corolla WRC        | Toyota Castrol Finland       | WRC / TC        | 4h06'14"6 |          | 10       |
| 2. (13.)                  | 32       | Hamed Al-Wahaibi      | Tony Sircombe      | Subaru Impreza WRC2000    | Oman Arab World Rally Team   | WRC / TC        | 4h18'55"2 | +12'40"6 | 6        |
| 3. (15.)                  | 28       | Ioannis Papadimitriou | Chris Patterson    | Peugeot 206 WRC           | -                            | WRC / TC        | 4h32'57"3 | +26'42"7 | 4        |
| 4. (20.)                  | 38       | Nigel Heath           | Steve Lancaster    | Subaru Impreza WRC99      | World Rally HIRE             | WRC / TC        | 4h55'00"4 | +48'45"8 | 3        |

| Principali ritiri | Principali ritiri | Principali ritiri | Principali ritiri | Principali ritiri             | Principali ritiri            | Principali ritiri | Principali ritiri  | Principali ritiri |
| PS                | Nº                | Pilota            | Copilota          | Auto                          | Squadra                      | Classe            | Causa              | Pos. rit.         |
| ----------------- | ----------------- | ----------------- | ----------------- | ----------------------------- | ---------------------------- | ----------------- | ------------------ | ----------------- |
| PS 1              | 12                | Bruno Thiry       | Stéphane Prévot   | Škoda Octavia WRC Evo2        | Škoda Motorsport             | WRC               | Problemi elettrici | -                 |
| PS 2              | 11                | Armin Schwarz     | Manfred Hiemer    | Škoda Octavia WRC Evo2        | Škoda Motorsport             | WRC               | Frizione           | 14º               |
| PS 4              | 19                | Toshihiro Arai    | Glenn Macneall    | Subaru Impreza WRC2001        | Subaru World Rally Team      | WRC               | Incidente          | 27º               |
| PS 8              | 4                 | Colin McRae       | Nicky Grist       | Ford Focus RS WRC 01          | Ford Motor Co. Ltd.          | WRC               | Rottura meccanica  | 7º                |
| PS 9              | 6                 | Petter Solberg    | Phil Mills        | Subaru Impreza WRC2001        | Subaru World Rally Team      | WRC               | Sospensione        | 47º               |
| PS 13             | 16                | Harri Rovanperä   | Risto Pietiläinen | Peugeot 206 WRC (2000)        | Peugeot Total                | WRC               | Motore             | 3º                |
| PS 15             | 8                 | Freddy Loix       | Sven Smeets       | Mitsubishi Carisma GT Evo 6.5 | Marlboro Mitsubishi Ralliart | WRC               | Trasmissione       | 5º                |
| PS 15             | 18                | Markko Märtin     | Michael Park      | Subaru Impreza WRC2001        | Subaru World Rally Team      | WRC               | Incidente          | 7º                |

Legenda

Pos. = posizione; Nº = numero di gara; PS = prova speciale; Pos. rit. = posizione detenuta prima del ritiro.
| Icona | Classe                                                                                                 |
| ----- | --- |
| WRC   | Equipaggio di classe A8 (World Rally Car) che può conquistare punti per il campionato costruttori.     |
| WRC   | Equipaggio di classe A8 (World Rally Car) che non può conquistare punti per il campionato costruttori. |
| Gr. N | Equipaggio registrato alla Coppa FIA piloti gruppo N.                                                  |
| S1600 | Equipaggio registrato alla Coppa FIA piloti Super 1600.                                                |
| TC    | Equipaggio registrato alla Coppa FIA squadre (FIA Team Cup).                                           |
|       | Ulteriori classificazioni.                                                                             |

### Prove speciali
| Frazione   | Data   | Prova | Ora   | Nome                   | Lunghezza | Vincitori                         | Tempo            | Velocità media | Leader del rally                  |
| ---------- | ------ | ----- | ----- | ---------------------- | --------- | --------------------------------- | ---------------- | -------------- | --------------------------------- |
| Frazione 1 | 8 Mar  | PS1   | 18:30 | Baltar Super Special   | 3,20 km   | Tommi Mäkinen Risto Mannisenmäki  | 3'46"9           | 50,8 km/h      | Tommi Mäkinen Risto Mannisenmäki  |
| Frazione 1 | 9 Mar  | PS2   | 08:38 | Vizo 1                 | 11,84 km  | Harri Rovanperä Risto Pietiläinen | 7'57"6           | 89,2 km/h      | Harri Rovanperä Risto Pietiläinen |
| Frazione 1 | 9 Mar  | PS3   | 08:59 | Fafe - Lameirinha 1    | 15,15 km  | Tommi Mäkinen Risto Mannisenmäki  | 10'51"8          | 83,7 km/h      | Harri Rovanperä Risto Pietiläinen |
| Frazione 1 | 9 Mar  | PS4   | 09:56 | Vieira - Cabeceiras 1  | 26,68 km  | Tommi Mäkinen Risto Mannisenmäki  | 20'36"2          | 77,7 km/h      | Tommi Mäkinen Risto Mannisenmäki  |
| Frazione 1 | 9 Mar  | PS5   | 11:55 | Vizo 2                 | 11,84 km  | Carlos Sainz Luis Moya            | 8'17"0           | 85,8 km/h      | Tommi Mäkinen Risto Mannisenmäki  |
| Frazione 1 | 9 Mar  | PS6   | 12:16 | Fafe - Lameirinha 2    | 15,15 km  | prova cancellata                  | prova cancellata |                | Tommi Mäkinen Risto Mannisenmäki  |
| Frazione 1 | 9 Mar  | PS7   | 13:13 | Vieira - Cabeceiras 2  | 26,68 km  | prova cancellata                  | prova cancellata |                | Tommi Mäkinen Risto Mannisenmäki  |
| Frazione 1 | 9 Mar  | PS8   | 15:31 | Amarante               | 18,44 km  | Harri Rovanperä Risto Pietiläinen | 14'19"9          | 77,2 km/h      | Tommi Mäkinen Risto Mannisenmäki  |
| Frazione 1 | 9 Mar  | PS9   | 16:01 | Mondim de Basto        | 22,70 km  | Carlos Sainz Luis Moya            | 17'41"9          | 77,0 km/h      | Tommi Mäkinen Risto Mannisenmäki  |
| Frazione 1 | 9 Mar  | PS10  | 18:38 | Lousada Super Special  | 3,79 km   | Carlos Sainz Luis Moya            | 3'19"5           | 68,4 km/h      | Tommi Mäkinen Risto Mannisenmäki  |
|            |        |       |       |                        |           |                                   |                  |                | Tommi Mäkinen Risto Mannisenmäki  |
| Frazione 2 | 10 Mar | PS11  | 08:25 | Oliveira de Hospital 1 | 24,78 km  | Tommi Mäkinen Risto Mannisenmäki  | 18'14"3          | 81,5 km/h      | Tommi Mäkinen Risto Mannisenmäki  |
| Frazione 2 | 10 Mar | PS12  | 09:28 | Arganil 1              | 14,27 km  | Tommi Mäkinen Risto Mannisenmäki  | 11'13"2          | 76,3 km/h      | Tommi Mäkinen Risto Mannisenmäki  |
| Frazione 2 | 10 Mar | PS13  | 09:56 | Gois 1                 | 19,62 km  | Richard Burns Robert Reid         | 12'26"1          | 94,7 km/h      | Tommi Mäkinen Risto Mannisenmäki  |
| Frazione 2 | 10 Mar | PS14  | 12:25 | Oliveira de Hospital 2 | 24,78 km  | Richard Burns Robert Reid         | 18'42"0          | 79,5 km/h      | Tommi Mäkinen Risto Mannisenmäki  |
| Frazione 2 | 10 Mar | PS15  | 13:28 | Arganil 2              | 14,27 km  | Carlos Sainz Luis Moya            | 11'15"0          | 76,1 km/h      | Tommi Mäkinen Risto Mannisenmäki  |
| Frazione 2 | 10 Mar | PS16  | 13:56 | Gois 2                 | 19,62 km  | Tommi Mäkinen Risto Mannisenmäki  | 12'33"0          | 93,8 km/h      | Tommi Mäkinen Risto Mannisenmäki  |
| Frazione 2 | 10 Mar | PS17  | 15:45 | Tábua                  | 14,71 km  | Tommi Mäkinen Risto Mannisenmäki  | 11'13"3          | 78,7 km/h      | Tommi Mäkinen Risto Mannisenmäki  |
| Frazione 2 | 10 Mar | PS18  | 16:40 | Mortágua               | 21,37 km  | Carlos Sainz Luis Moya            | 15'30"1          | 82,7 km/h      | Tommi Mäkinen Risto Mannisenmäki  |
| Frazione 2 | 10 Mar | PS19  | 17:15 | Aguieira               | 23,93 km  | prova cancellata                  | prova cancellata |                | Tommi Mäkinen Risto Mannisenmäki  |
|            |        |       |       |                        |           |                                   |                  |                | Tommi Mäkinen Risto Mannisenmäki  |
| Frazione 3 | 11 Mar | PS20  | 08:30 | Ponte de Lima - Este   | 23,49 km  | prova cancellata                  | prova cancellata |                | Tommi Mäkinen Risto Mannisenmäki  |
| Frazione 3 | 11 Mar | PS21  | 09:06 | Ponte de Lima - Oeste  | 23,26 km  | Carlos Sainz Luis Moya            | 18'19"2          | 76,2 km/h      | Carlos Sainz Luis Moya            |
| Frazione 3 | 11 Mar | PS22  | 10:10 | Ponte de Lima - Sul    | 11,15 km  | Tommi Mäkinen Risto Mannisenmäki  | 8'52"3           | 75,4 km/h      | Tommi Mäkinen Risto Mannisenmäki  |

## Classifiche mondiali
Classifica piloti
| Pos. | Pos. | Pilota            | Punti |
| ---- | ---- | ----------------- | ----- |
| 1    |      | Tommi Mäkinen     | 20    |
| 2    | 1    | Carlos Sainz      | 16    |
| 3    | 1    | Harri Rovanperä   | 10    |
| 4    | 1    | François Delecour | 8     |
| 5    | 1    | Thomas Rådström   | 6     |
| 6    |      | Toni Gardemeister | 5     |
| 7    | N    | Marcus Grönholm   | 4     |
| 8    | N    | Richard Burns     | 3     |
| 9    | 2    | Armin Schwarz     | 3     |
| 10   | N    | Alister McRae     | 1     |
| 11   | 3    | Freddy Loix       | 1     |
| 12   | 3    | Petter Solberg    | 1     |

Classifica costruttori WRC
| Pos. | Pos. | Squadra                      | Punti |
| ---- | ---- | ---------------------------- | ----- |
| 1    |      | Marlboro Mitsubishi Ralliart | 33    |
| 2    |      | Ford Motor Co. Ltd.          | 20    |
| 3    | 1    | Hyundai Castrol WRT          | 8     |
| 4    | 1    | Subaru World Rally Team      | 7     |
| 5    | 2    | Škoda Motorsport             | 6     |
| 6    | N    | Peugeot Total                | 4     |

Legenda: Pos.= Posizione;  N = In classifica per la prima volta.